# 우주의 종달새

1928년 8월

《우주의 종달새》(The Skylark of Space)는 에드워드 엘머 스미스가 박사과정 대학원생 시절이었던 1915년에서 1921년 사이에 쓴 소설이다. 성간 여행을 다룬 극초기의 소설이며, 스페이스 오페라의 최초 사례로 생각된다. 1928년에 잡지 연재되었고, 1946년에 단행본이 출판되었다.
《우주선 스카이라크》라는 제목의 한국어 해적판이 출간된 바 있다.